# Pia Degermark
Pia Charlotte Caminneci Degermark, född 24 augusti 1949 i Bromma i Stockholm, är en svensk skådespelare.

## Biografi

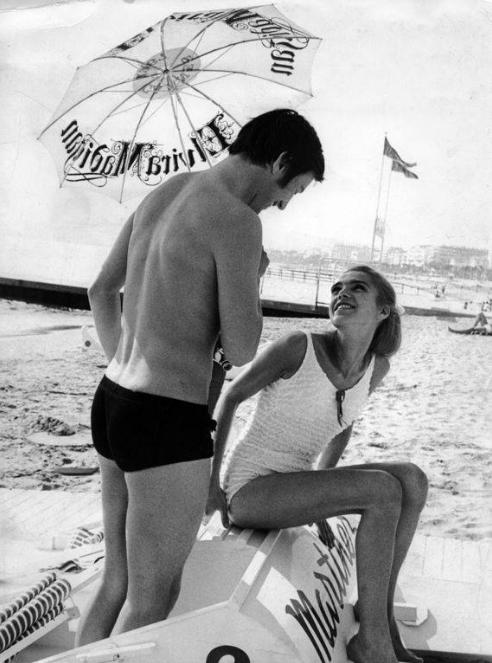
I filmen som blev hennes internationella genombrott, Elvira Madigan (1967), spelade Pia Degermark mot Tommy Berggren. Här ses de tillsammans på stranden i Cannes under en paus i lanseringen av filmen under festivalen i samma stad.

Pia Degermark tilldelades priset som bästa kvinnliga skådespelare vid filmfestivalen i Cannes för sin medverkan i Elvira Madigan 1967. Detta ledde till internationella roller, men filmkarriären blev kortvarig och hon fick brottas med anorexia och ett amfetaminberoende som drev henne till brottslighet, som hon avtjänat fängelsestraff för. Hon ägnar sig numera åt konsthantverk och välgörenhet.
Pia Degermark gifte sig 1971 med Pier Caminneci (född 1942) och fick en son. Hon har senare fått en andra son i ett annat förhållande.
Hon var känd som Carl XVI Gustafs första flickvän i massmedia på 1960-talet, vilket i sin tur gjorde att Bo Widerberg fick upp ögonen för henne inför rollsättningen av Elvira Madigan.
År 2006 utkom hennes självbiografi, Gud räknar kvinnors tårar. Hon är dotter till strumpgrossisten Torsten Degermark och sondotter till strumpgrossisten och OS-medaljören Rudolf Degermark.

## Filmografi (i urval)
- 1967 – Elvira Madigan
- 1968 – Spegelkriget (The Looking Glass War)
- 1969 – Una breve stagione
- 1971 – The Vampire Happening
- 1976 – Die Buschspringer (TV-serie)